# Záporožec za Dunajem
Záporožec za Dunajem (ukrajinsky Запорожець за Дунаєм [Zaporožec’ za Dunajem], rusky Запорожец за Дунаем) je – podle označení autora – originální maloruská opera ve třech dějstvích se sborem a tancem ukrajinského operního pěvce a skladatele Semena Hulaka-Artemovského na vlastní libreto. Měla premiéru 14. dubna (podle juliánského kalendáře, tj. 26. dubna podle gregoriánského kalendáře) 1863 v Mariinském divadle v Petrohradě. Je považována za první ukrajinskou operu.

## Vznik a první uvedení opery
Semen Hulak-Artemovskyj byl jako zpěvák objeven na Ukrajině M. I. Glinkou a po studiu v Itálii přiveden k petrohradské dvorské opeře, kde působil v letech 1842–1864. Měl úspěch se svými vaudevilly a scénami na ukrajinská témata (Ukrainske vesillja, Nič pid Ivana Kupala...), což jej povzbudilo k napsání celé opery na ukrajinské téma a na podkladě ukrajinské lidové hudby. Napsal k ní v letech 1861–1862 vlastní libreto (v ruštině) i hudbu, avšak instrumentace z valné části pochází od jeho přítele a tehdejšího dirigenta carské opery Konstantina Nikolajeviče Ljadova. Kromě toho si vyhradil hlavní, titulní roli komického, ale současně moudrého záporožského kozáka Ivana Karase. Premiéra se konala 14. dubna 1863 a měla značný úspěch, za nějž nemálo děkovala výkonu oblíbeného hlavního představitele. Zůstala na repertoáru jen do následujícího roku, kdy Hulak-Artemovsky po dvaadvaceti letech Mariinské divadlo opustil.

## Charakteristika opery
Námět k opeře z nepříliš vzdálené ukrajinské minulosti mu poskytl historik Mykola Ivanovyč Kostomarov (1817–1885). Po zničení hlavního sídla ukrajinských kozáků, Záporožské Siče, roku 1775 se část kozáků uchýlila na území Osmanské říše, který využívala jejich vojenských schopností. Na tureckém území na jižním břehu dolního Dunaje tak vznikla tzv. Zadunajská Sič. Vztahy s osmanskou vládou však nebyly jisté a část kozáků se roku 1828, za války Osmanské říše s Ruskem, pod vedením posledního košového atamana Zadunajské Siče Josipa Hladkého (1789–1866) vrátila na území Ruské říše. Zadunajská Sič je tak dějištěm opery, zatímco konkrétní historické okolnosti i časové zakotvení návratu kozáků do vlasti je v jejím libretu pojednáno nekonkrétněji. Zásadním tématem opery je vlastenectví, které motivuje vztahy jejích hrdinů: osobní city spadají v jedno s citem oddanosti vlast.
Po dramaturgické stránce se jedná o lyricko-komickou operu s uzavřenými hudebními čísly (zpěvními a tanečními) a mluvenými dialogy. Hulak-Artemovsky ve svém libretu kombinuje rysy ukrajinského lidového hudebního divadla (tzv. „vertep“) a formy ukrajinského měšťanského vaudevillu, založeného počátkem 19. století zejména aktivitou Ivana Kotljarevského, se soudobými operními formami, které autor znal ze své dlouhé zkušenosti v carské opeře: německého singspielu, francouzské opéry-comique, ruské opery raně romantické opery (Alexej Nikolajevič Verstovskij) a – zejména ve formování hudebních čísel – italské opery buffy. Již hlavní postava „Záporožce“ je typickou postavou vertepského divadla, některé situace jsou rovněž typické pro lidové ukrajinské drama, zatímco jiné jsou více generické pro komickou operu. Od soudobého ukrajinského hudebního divadla Záporožce odlišuje – a k opernímu žánru přiřazuje – funkce hudebních čísel. Nejsou postradatelnými ilustracemi děje, který je jinak nesen dialogy, ale jsou hlavním dramaturgickým prvkem, slouží k charakterizaci hrdinů a zachycují uzlové momenty děje. Mluvené dialogy mají úlohu jen pomocnou.
Děj je rozdělen do tří dějství. Zápletku tvoří dvě dějové linie, komická s titulním hrdinou Ivanem Karasem a jeho ženou Odarkou a lyrická s Oksanou a Andrijem; vedlejší linie se týká sultána a jeho dvora a obecné pozadí tvoří situace prostých Ukrajinců a jejich touha po vlasti. V prvním dějství je nejprve exponována lyrická linie (Oksanina píseň) a po sborovém intermezzu je zakončuje komická linie (vstupní árie Karase a duet Karase a Odarky). Druhé dějství má půdorys inverzní: začíná – po vážném úvodu sultána – komickou linií (Karasovo povolání k sultánovu dvoru) a po rozsáhlé sborové a taneční scéně končí lyrickou linií (árie Oksany a její duet s Andrijem). Třetí dějství začíná závěrem komické zápletky, pak se vyřeší i lyrická a nakonec i celé hlavní téma opery (kozákům je dovoleno vrátit se do vlasti) a následuje sborově-taneční finále. Na italskou buffu poukazují zejména ansámblová finále obou prvních dějství, taneční finále je naopak typickým rysem vertepského dramatu. Rozsáhlé taneční scény ovšem souvisejí i s významným postavením baletu v carské opeře.
Z hudebního hlediska Hulak-Artemovsky především využívá melodické a rytmické bohatství ukrajinského folklóru (venkovského i městského); většina sólových zpěvů, sborů a tanců má půdorys ukrajinské lidové hudby, lidovou melodickou typizací jsou charakterizovány i jednotlivé postavy (zejména Karas). Zejména písňová stavba a kupletová forma přibližuje hudební čísla opery soudobé lidové nebo městské hudbě. Objevují se však i jiné typy hudby: turecké prostředí je reprezentováno tureckými pochody (ty se jako charakterizační prostředek často vyskytují i v italské, německé nebo ruské opeře), sultánova kavatina na počátku 2. dějství je velmi italianizující, stejně jako kvintet ve 3. dějství, soudobý mezinárodní hudební jazyk je použit pro nečetné recitativy (které lidové divadlo neznalo).
Skladatelovu schopnost kombinovat tradice ukazuje například „hádavý“ duet kozáka a jeho ženy z 1. dějství, který je dramaturgicky a tempově vystaven podle vzoru italského buffózního finále (Bulat a Olijnyk ji označují za vůbec „nejopernější“ místo díla), za melodický základ však slouží kontrastující lidově znějící melodie žertovného a žalovného typu. (Tento duet mimochodem inspiroval Musorgského k úvodním scénám jeho nedokončené opery Soročinský jarmark.) Hulak-Artemovskyj přitom v opeře sám nevyužívá autentických citací folklóru (ačkoli ty se vkládaly v různých pozdějších úpravách), používá pouze jeho typické hudební rysy. Autorská instrumentace se zcela drží klasických operních vzorů.
Ač známý americký muzikolog Richard Taruskin označuje Záporožce za „nepatrnou věc, stěží více než pomůcku k tomu, aby mohl její skladatel-pěvecká hvězda zazářit“, přesto jej považuje za „významné dílo, neboť první tohoto druhu na ukrajinský národní námět“. Ukrajinská muzikologie vyzvedává „realističnost“, „demokratičnost“ a „pravdivou lidově-národní hudební řeč“ díla. Tradiční postavení Záporožce za Dunajem v ukrajinské kultuře shrnuje např. H. V. Karasová: „Opera Záporožec za Dunajem přitahuje demokratickou povahou námětu, melodičností hudby, jež nabrala barvy ukrajinského písňového umění, barvitostí obrazů, rázovitým lidovým humorem. Toto dílo velkého mistra se stalo trvalým základem národního operního umění a za půldruhé století své existence bylo s úspěchem hráno na divadelních prknech všech světadílů, zachyceno všemi formami zvukového a obrazového záznamu a nejednou zfilmováno.“ Také titulní postava Ivana Karase se stala ukrajinským národním typem a tato role parádní rolí ukrajinských zpívajících herců. Podle Taruskina však opera – oproti převládajícímu výkladu – není výtvorem ukrajinského nacionalismu, ale „oslavuje ruské vlastenectví a blahovolnou autoritu [panovníka]“. (Právě pozitivní obraz tureckého sultána – „utlačovatele“ kozáků – ostatně považovala muzikologie sovětské doby za největší nedostatek díla.) Rovněž například Oľha Brjuchovec'ka kritizuje v ději Záporožce za Dunajem přetrvávání ruského „koloniálního mýtu“, kdy jsou kozáci utlačováni v Osmanské říši a touží po návratu do Ruska, zatímco ve skutečnosti z ní prchli před carským absolutismem a v Zadunajské Siči pod osmanskou nadvládou získali autonomii, kterou za Kateřiny II. ztratili.

## Inscenační historie
První inscenace v Mariinském divadle dosáhla 13 repríz. Část kritiky však dílu vyčítala příbuznost námětu s Mozartovým Únosem ze serailu a označovala dílo (po literární stránce) za plagiát. Tato aféra byla jedním z důvodů, proč Hulak-Artemovskyj ukončil na konci sezóny své petrohradské angažmá a přešel do Velkého divadla v Moskvě. I zde přivedl svou operu na scénu a hrál v ní hlavní úlohu, v moskevském působišti však pobyl jen jeden rok, načež kvůli hlasovým potížím ukončil svou pěveckou kariéru. S ním zmizel z jeviště i jeho Záporožec za Dunajem a za autorova života se již na scéně neobjevil. Některé písně z opery (Misjacju jasnyj, Oj kazale meni maty, Čorna chmara z-za dibrovy, Tam za tychym, za Dunajem…) se však staly brzy populárními a již v 70. letech 19. století na Ukrajině zlidověly.
Po vydání oběžníku Valujevského (1863) a zejména po tzv. emžském nařízení (1876) cenzurní opatření silně omezovala ukrajinskou literaturu a divadlo; přestože na Záporožce za Dunajem se v jeho ruském znění přímo nevztahovala, nebyla doba hraní silně patriotické ukrajinské opery příznivá. První inscenace v ukrajinském překladu se proto konala mimo Rusko; 16. října 1881 ji poprvé uvedlo Lidové divadlo Ruské besedy („Ruska biseda“) ve Lvově (tehdy patřícím k Rakousku-Uhersku). Profesionální inscenaci po polevení cenzury uvedla až kočovná ukrajinská divadelní společnost Michajla Staryckého 11. července 1884 v Rostově na Donu, s Markem Kropyvnyckým v titulní úloze. Na repertoáru různých kočovných divadelních skupin (žádné stálé operní divadlo hrající v ukrajinském jazyce do roku 1907 nepůsobilo) si Záporožec získal značnou popularitu, písně z opery se na Ukrajině rozšířily a vznikaly různé adaptace. Na oficiální úrovni operu rehabilitovala obnovená inscenace v Moskevském divadle po 50 letech, v roce 1915.
Od 20. let 20. století pak byla hrána po celém Sovětském svazu: 1922 Tbilisi, 1926 a 1938 Charkov, 1934 Kyjev, 1939 a 1953 Kujbyšev, 1939 Gorkij, 1940 Dněpropetrovsk, 1941 Alma-Ata, 1942 Sverdlovsk, 1944 Frunze a Baku, 1945 Kišiněv, 1946 a 1954 Novosibirsk, 1947 Omsk, 1948 Leningrad (konzervatoř), 1951 Minsk a Moskva (Hudební divadlo Stanislava Němiroviče-Dančenka), 1952 Dušanbe, 1954 Ulan-Ude a Tallinn, 1955 Vilnius…
Opera mezitím prodělala řadu úprav: v době jejího největšího rozšíření od 30. do 50. let 20. století se hrály zejména úpravy Stanislava Pylypovyče Ljudkevyče (1879–1979) a Volodymyra Jakovyče Joryše (1899–1945). V nich byla zejména posílena instrumentace, provedeny různé doplňky a rozšířen děj (např. byl přidán celý nový turecký akt a děj byl obohacen o rozšířený motiv „krále na jeden den“, což mělo zásadní dopad na vyznění díla). V ruské verzi prodělal Záporožec jiné ideologicky podmíněné úpravy: jeho původní libreto bylo roku 1948 zakázáno a roku 1951 vytvořeno nové (pro Divadlo Stanislavského a Nemiroviče-Dančenka v Moskvě): zde byla mimo jiné rozpracována záporná postava kozáka Prokopa, Turkové byli vykresleni v mnohem negativnějším světle a osvobození kozáků nepřinesl turecký sultán, ale ruský vyslanec.
Od 50. let se však prosadila verze citlivější k autorovu záměru (byť v textových detailech – například vypuštění zmínky o kozáckém vítězství nad „bratrskými“ Albánci – ideologicky upravená), pouze s již zpopulárnělými přídavky, které doplnil Oleksandr Leontijovyč Horilyj (1863–1937) v roce 1902 pro inscenaci divadelního souboru Mykoly Sadovského, totiž novou předehrou typu pot-pourri na motivy z opery (původní verze má pouze krátkou introdukci) a rozšíření první písně Oksany o árii Prylyň, prylyň (tento dodatek s vysokými tóny změnil požadavky na Oksaninu roli z mezzosopránu na soprán). Dnes většinou hraná úprava textu pochází od básníka Maksyma Tadejovyče Ryľského (1895–1964); v ní mimo jiné vypadla postava Prokopa Terena, původního Andrijova soka v lásce. Po nové instrumentaci Reinholda Glièra se dnes používá zejména instrumentační úprava skladatele H. I. Majborody z roku 1983. Nejnověji napsal novou předehru na základě témat z opery skladatel Myroslav Skoryk.
Záporožec nad Dunajem tvoří stále živou součást repertoáru ukrajinských divadel. Lvovské divadlo má stále (k roku 2014) na repertoáru inscenaci z roku 1987. Roku 2014 byla i na repertoáru opery v Charkově a v Oděse.
Brzy po vytvoření divadla na Podkarpatské Rusi po vzniku Československa byl Záporožec za Dunajem zařazen i do jeho repertoáru. Jako zahajovací představení Ruského divadla v sezóně 1921/22 jej uvedl jeho nový ředitel, Mykola Sadovskyj, bývalý ředitel městského divadla v Kyjevě. Záporožec zůstal na repertoáru Ruského divadla do jeho likvidace roku 1930, od roku 1933 jej však znovu uváděli ukrajinsky mluvící ochotníci, kteří následujícího roku vytvořili profesionální divadlo zvané Nová scéna. Nová scéna v červnu roku 1938 hostovala v Praze a tam – v hlavním sále gymnázia v Modřanech – poprvé v českých zemích předvedla i Záporožce za Dunajem. Záporožec za Dunajem patřil také mezi první (1947) inscenace Ukrajinského národního divadla, zřízeného v Prešově roku 1946. První vlastní českou inscenaci (a první v českém jazyce) Záporožce za Dunajem uvedl soubor ostravské operety v sezóně 1948/49 (premiéra 6. října 1948). Hrála se v úpravě Stanislava Ljudkevyče a připsanou úlohu Solimana-Abdula-Achmeta hrál komik Josef Kobr. Další inscenace nastudovaly zpěvohra v Teplicích (1953) a v Kladně (1954).

## Osoby a první obsazení
| osoba                                                                   | hlasový obor  | premiéra (14.4.1863)          | ukrajinská premiéra (11.7.1884)       | česká premiéra (6.10.1948)        |
| ----------------------------------------------------------------------- | ------------- | ----------------------------- | ------------------------------------- | --------------------------------- |
| Ivan Karas, záporožec (semejný)                                         | basbaryton    | Semen Hulak-Artemovskyj       | Marko Kropyvnyckyj                    | Karel Jiří Třebický               |
| Odarka, jeho choť                                                       | soprán        | A. Latyševa (E. Lilejeva?)    | Maryja Sadovska-Barilotti             | Netta Deborská                    |
| Oksana, sirotek žijící v domě Ivana Karase                              | mezzosoprán   | Darja Leonova                 | Maryja Zaňkovecka                     | Míla Janů                         |
| Andrij (Andrej), mladý kozák od Černého moře                            | tenor         | Pavel Ďužikov                 | K. Svetlov-Stojan (Stojan-Maksymovyč) | Karel Jahn                        |
| (Prokop Teren, jeho sok)                                                | (bas)         | V. Matvejev                   | –                                     | –                                 |
| Sultán                                                                  | baryton (bas) | …                             | V. Hrycaj                             | Bedřich Novák                     |
| Selich-Aga, sultánův dvořan                                             | tenor         | O. Živov                      | …                                     | Adolf Minský                      |
| Ibrahim-Ali, imám                                                       | bas           | V. Matvejev                   | Mykola Sadovskyj                      | Ladislav Havlík                   |
| Starý kozák                                                             | …             | Polgavcev                     | …                                     | Rudolf Kubica                     |
| Hasan (arabský chlapec), sluha                                          | mluvená role  | …                             | …                                     | Václav Vlodarčík                  |
| Kozáci a kozačky, ženci a žnečky, sultánovo služebnictvo, turecká stráž |               |                               |                                       |                                   |
| Dirigent:                                                               | Dirigent:     | Konstantin Nikolajevič Ljadov | …                                     | Vladimír Brázda                   |
| Režie:                                                                  | Režie:        | …                             | …                                     | Jan Pacl                          |
| Choreografie:                                                           | Choreografie: | A. Bogdanov                   | …                                     | Emerich Gabzdyl                   |
| Scéna:                                                                  | Scéna:        | …                             | …                                     | Jan Obšil                         |
| Kostýmy:                                                                | Kostýmy:      | …                             | …                                     | Josef Stejskal, Marie Stejskalová |

## Děj opery
Děj se odehrává v Osmanské říši na tzv. Zadunajské Siči, v kozácké vesnici na jižním břehu Dunaje, na konci 18. nebo začátku 19. století. Scéna představuje vesměs prostranství před domkem kozáka Ivana Karase. Opeře předchází (později doplněná) předehra stylu pot-pourri, složená z motivů později vystupujících v opeře, a krátká autorská orchestrální introdukce (č. 1).

### 1. dějství
Není lehký život prostých Ukrajinců v cizině pod vládou tureckého sultána. Ženci a žnečky ze vsi se ubírají na pole (č. 2 sbor Ой збирайтесь працювати / Oj zbyrajtes' pracjuvaty). U domku záporožského kozáka Ivana Karase teskní jeho schovanka Oksana za svým milým, kozákem Andrijem (č. 3 romance Місяцю ясний, зорі прекрасні / Misjacju jasnyj, zori prekrasni a vložená árie Прилинь, прилинь, козаче мій / Prylyn', prylyn', kozače mij). Má o něj strach, protože Andrij usiluje o tajné zorganizování návratu kozáků do vlasti, a sama touží po rodných březích Dněpru a sní o tom, jak si v otčině zařídí domek se zahrádkou pro sebe a svého miláčka. Muži a ženy jdoucí pracovat na pole berou Oksanu s sebou; vědí, čím se trápí, a chtějí ji utěšit a rozveselit, i když nikoho neopouští vzpomínka na vzdálenou vlast (č. 4 sbor Хто працюе, той і мае / Chto pracjuje, toj i maje… Рідний край ми споминаєм / Ridnyj kraj my spominajem).
Na opuštěné prostranství přichází dobrácký, ještě trochu přiopilý kozák Ivan Karas. Vzpomíná s potěšením na noc strávenou v dobré společnosti v krčmě, ale ne bez příčiny se obává setkání se svou svárlivou družkou Odarkou (č. 5 kavatina Ой, щось дуже загулявся / Oj, ščos' duže zaguljavsja). Ale uniknout nepříjemnému rozhovoru se mu nepodaří; snaží se před ní sice ukrýt, ale Odarka nalezne nejprve jeho čepici a plášť a pak vytáhne ze skrýše i jeho samotného. Odarka mu laje za to, že nebyl celou noc doma (č. 6 duet Відкіля це ти узявся / Vidkilja ce ty uzjavsja). Karas se vymlouvá, že cestou zabloudil, zakusil různou svízel a jen napůl mrtvého jej dovezli domů. Avšak podlehne naléhání své ženy, která střídá hořekování s nadávkami, a prořekne se, že dvě noci propil v hospodě. To ovšem Odarku nijak neuklidní a ta manželovi hrozí rozvodem. Marně se ji Karas snaží utišit, přinejmenším tak, aby ji neslyšeli sousedi, jejich hádka pokračuje neztenčenou měrou až do konce dějství.

### 2. dějství
V blízkém městě se připravuje muslimský svátek bajram, na který přijel sám sultán. Nejdříve se však vydal inkognito v prostém oděvu – jak připomíná sultánův dvořan Selich-Aga, po vzoru svého předka moudrého Hárúna ar-Rašída – aby seznal smýšlení obyvatel, zejména oněch nevyzpytatelných kozáků. Sultán obdivuje krásu přírody zdejšího kraje i prostotu života jeho obyvatel a srovnává je příznivě s atmosférou svého dvora (č. 7 kavatina Як любо серцю тут без краю (Відрадно серцю тут без краю) / Jak ljubo serdcju tut bez kraju). Zatímco se Selich-Aga ukryje, setkává se sultán s Karasem, a chtěl-li zjistit, co si kozáci myslí a přejí, nemohl narazit na nikoho lepšího. Karas neznámého Turka přijímá dobrácky, vypráví mu o kozáckém životě a objasňuje, že to hlavní, po čem kozáci touží, je návrat do vlasti. Zmiňuje také statečnou účast kozáků v bitvě na sultánově straně, v níž padl i Oksanin otec. Na otázku, zda by chtěl mluvit se sultánem, Karas odpovídá: nijak zvlášť, ale kdyby mohl, věděl by, co mu říci. Sultán slibuje, že to může zařídit, a když pohostinný Karas odchází do chaty najít láhev pálenky, přivolává vládce Selicha-Agu, aby se Karase ujal a přivedl k sultánovu dvoru. Pak sultán odejde a Karas je překvapen, že místo skromně oděného Turka nalézá na stejném místě jiného, honosně oděného – ale jeho pohostinnost tím není dotčena. Selich-Aga a arabský služebný chlapec Hasan Karasovi v komickém rozhovoru vysvětlují, že k tomu, aby mohl být přijat u sultánova dvora, si musí obléci turecký oděv a přijmout nové jméno – Urchan. Pobavený Karas přijímá a vžívá se do své role „Turka“ (č. 8 kavatina Тепер я турок, не козак / Teper ja turok, ne kozak); v Hasanově doprovodu odchází do sultánova paláce.
Muži a ženy se vracejí ze skončené práce na poli a konec těžkého dne oslaví písněmi a tancem (č. 9 sbor Рідний край ми споминаєм / Ridnyj kraj my spominajem, č. 10 tance, č. 11 ukrajinský tanec, č. 12 černomořský kozák, č. 13 záporožský kozák, č. 14 kozačok). Konec jejich zábavě učiní turecké stráže. Nastává večer a Oksana očekává na břehu Dunaje na Andrije, který má podle domluvy pro ni připlout po řece a odvézt ji přes Dunaj, aby se mohli vrátit do vlasti; dnes je nejlepší den, protože Turci slaví bajram a nebudou strážit. Oksana zpívá píseň měsíci o svém milém a Andrij se jí ozve ozvěnou; milenci si přísahají lásku až za hrob a chystají se k útěku (č. 15 píseň Oksany Ангел ночі над землею (Янгол ночі над землею ) / Angel noči nad zemleju a č. 16 její duet a Andrijem Чорна хмара з-за діброви (Хмарой чорною діброва) / Čorna chmara z-za dibrovy). Míří k loďce a chystají se odjet, ale turecké stráže jsou bdělejší, než předpokládali, a pronásledují uprchlíky.

### 3. dějství
Před Karasovou chatou čeká Odarka na svého muže a v písni vzpomíná na své mládí. Matka ji marně varovala před chlapci, a před kozáky obzvláště – stejně ji nakonec jeden z nich od matičky odloudil (č. 17 píseň Ой казала мені мати / Oj kazala meni maty). Karas se v doprovodu Hasana a dosud v tureckém oděvu vrací od sultánova dvora; bylo tam mnoho zvláštního, ale on se nedal zmást a sultánovi osvětlil, že se kozákům znelíbila turecká vláda a že se chtějí vrátit do své otčiny – po dobrém nebo po zlém. Sotva znaven ulehne, už je u něj Odarka, aby jej vzbudila a vyčinila mu. Ivan tedy vstává, ale prohlašuje, že se musí jít pomodlit. To jeho ženu překvapí i potěší, a ještě více, když jí Karas vypráví, že se nadobro vzdal kořalky. Její radost se mění v nevěřícné zděšení, když jí to choť odůvodňuje tím, že přestoupil na mohamedánskou víru. Nejmenuje se Ivan, ale Urchan, a právě se chystá ke svatbě se třemi Turkyněmi. Líčí Odarce, jak se bude mít v harému; jeho žena jej střídavě upamatovává, aby se bál božího hněvu, a lamentuje nad tím, že nadobro ztratil rozum (č. 18 duet На туркенях оженюся / Na turkenjach oženjusja). Nakonec ale Karas přizná, že jen žertoval.
To už se ale blíží turecký oddíl pod vedením imáma Ibrahima-Aliho a vede spoutané Andrije a Oksanu, kteří byli přichyceni, jak chtěli přeplout Dunaj. Imám se ptá po Ivanu Karasovi, který se pod jménem Urchan vetřel do sultánovy blízkosti (Ivan zatím hledá, kam by se schoval). Zároveň s sebou nese sultánský výnos – firman – a svolává všechny, aby si poslechli, co jim sultán nařizuje. Karas, Odarka, Andrij a Oksana se obávají nejhoršího (č. 19 turecký pochod a začátek kvintetu Слухайте усі… Лишенько мені на світі / Sluchajte usi… Lišeňko meni na sviti, č. 20 kvintet В нещасливій нашій долі / V neščaslyvij našij doli). Překvapení a obavy vládnou i u ostatních obyvatel kozácké vesnice, kteří se sbíhají (č. 21 recitativ a sbor Нас сьогодні сповістили / Nas sjohodni spovistyly). Imám čte sultánův rozkaz, podle kterého jsou všichni, kteří se chtějí vrátit na Ukrajinu, svobodni tak učinit a propouštějí se z osmanského poddanství (č. 22 recitativ imáma a sbor Смирно слухать, не збивать… / Smyrno sluchať, ne zbyvať). Záporožci se bouřlivě radují, i Andrij a Oksana jsou propuštěni a turecký oddíl opět odchází (č. 23 pochod). Oksana se Karasovi omlouvá, že chtěla utéci bez jeho vědomí, a Andrij velebí blažený den, kdy se mohou všichni vrátit do vlasti (č. 24 árie Andrije Блаженний ден блаженний час / Blažennyj den, blažennyj čas). Andrij a Oksana se před vesnicí oficiálně zasnubují a těší se na společný život u břehů Dněpru, k přání se přidávají i Karas, Odarka a ostatní, tančí se hopak a zní závěrečný sbor (č. 25 finále Там за тихим, за Дунаєм / Tam za tychym, za Dunajem).

## Nahrávky
- 1947 (Melodia, LP 1950, dostupné i pozdějších vydáních). Zpívají (Ivan Karas) Ivan Patoržynskyj, (Odarka) Maryja Litvinenko-Wohlgemut, (Oksana) Z. Hajdaj, (Selich-Aga) I. Kučenko, (Andrij) I. Kozlovskyj, (sultán) Mychail Hryško, (imám) V. Babenko, (Hasan) K., Borodynevskyj. Sbor a orchestr Státního divadla opery a baletu USSR T. H. Ševčenka řídí Veniamin Toľba.
- Květen 2009. Zpívají (Ivan Karas) Sergej Jarošenko, (Odarka) Natalia Mojsejeva (Andrej): Stepan Fityš, (Oksana) Lidija Zabiljasta, (sultán) Mykola Koval, (imám) Ivan Černej (Selich-Aga) Juri Chomyč. Sbor a orchestr Ukrajinské národní opery řídí Ivan Hamkalo. Nahrávka z Ukrajinského národního divadla opery a baletu v Kyjevě.

## Filmová zpracování
- 1937 — režisér Ivan Petrovič Kavaleridze (SSSR)
- 1937 — režisér Vasyl Avramenko (USA)
- 1953 — režisér Vasyl Lapoknyš[34]; první ukrajinský barevný film
- 1986 – režisér Jurij Sujarko[3]
- 2007 — režisér Mykola Zaseev-Rudenko[35]